# Streum On Studio
 (février 2018).
Si vous disposez d'ouvrages ou d'articles de référence ou si vous connaissez des sites web de qualité traitant du thème abordé ici, merci de compléter l'article en donnant les références utiles à sa vérifiabilité et en les liant à la section « Notes et références ».
Streum On Studio est un studio français de développement de jeux vidéo fondé en 2007 et basé à Nogent-sur-Marne. Ses productions notables sont EYE: Divine Cybermancy, Space Hulk: Deathwing et Necromunda: Hired Gun

## Histoire
Le studio a été fondé le 16 juillet 2007 par trois Français après avoir développé et publié Syndicate Black Ops, un mod pour Half-Life.
Streum On a officiellement sorti son premier jeu en 2011. Inspiré par AVA, un jeu de rôle que les fondateurs ont créé en 1998, EYE: Divine Cybermancy est un hybride FPS / RPG. Les principales influences du studio pour la création de l'univers du jeu sont Blade Runner, Ghost in the Shell et Warhammer 40,000.
Xavier Niel, fondateur du groupe international Iliad, a alors offert un soutien logistique à l'équipe sous la forme de serveurs et d'une campagne publicitaire gratuite. Dans la mesure où E.Y.E fonctionne sur le moteur Source, Valve a également fourni un soutien logistique et marketing.
À la suite de la réussite de ce premier projet, Streum On s'est associé à Focus Home Interactive (éditeur, producteur), Cyanide Studios (coproducteur) et Games Workshop (licence Warhammer 40,000) pour développer Space Hulk: Deathwing (2016), un FPS avec des éléments RPG, dans l'univers du jeu de table Warhammer 40 000 et plus précisément Space Hulk.
Le 1er juin 2021, Streum On Studio sort le jeu Necromunda: Hired Gun, un nouveau FPS avec des éléments RPG, dans l'univers de Necromunda, une franchise du monde de Warhammer 40 000.
Focus Home Interactive a annoncé avoir fait l'acquisition de la majorité du capital de la société en avril 2021.
En 2024, le studio reprend son indépendance en rachetant ses parts auprès de l'éditeur, mais doit se séparer d'une partie des salariés.

## Jeux développés
- EYE: Divine Cybermancy (2011, PC)
- Space Hulk: Deathwing (2016, PC, PS4[8])
- Necromunda: Hired Gun (2021, PC)